# Miguel Hidalgo
Miguel Gregorio Antonio Ignacio Hidalgo y Costilla y Gallaga Mondarte Villaseñor, mehiški revolucionar, duhovnik in državnik, * 8. maj 1753, Pénjamo, Guanajuato, Nova Španija (zdaj Mehika), † 30. julij 1811, Chihuahua, Chihuahua, Nova Španija (zdaj Mehika).

## Življenjepis
Oče Hidalgo je pripadal skrivni združbi, ki se je zavzemala za osvoboditev Mehike izpod španske oblasti. Ko so jih Španci odkrili, je zbral skupino staroselcev in mesticev za upor proti vladajočim razredom. Kmalu je imel več tisoč privržencev, ki so zavzeli mesta zahodno od Ciudad de Mexica in se zapletli v spopad z meščani. Namesto da bi ukazal napad na prestolnico, se je obotavljal, zato so se uporniki pričeli počasi razhajati. Oblasti so ga ujele 21. marca 1811 in 30. julija usmrtile.
Kljub temu da ni dosegel svojega cilja, predstavlja njegov upor začetek mehiške vojne za neodvisnost. Po njegovi smrti sta vodstvo prevzela José María Morelos in Agustín de Iturbide, ki sta naposled zrušila kolonialno oblast. Zaradi njegove vloge pri osamosvojitvi Mehike mu danes pravijo »oče naroda«.